# Ri In-mo
Ri in mo (en chosŏn'gŭl, 리인모; romanización revisada, Lee in mo; McCune-Reischauer, Ri in-mo); 24 de agosto de 1917 - 16 de junio de 2007) fue un prisionero de larga duración no convertido originario de la República Popular Democrática de Corea. Estuvo 40 años entre prisión y privación de libertad en la República de Corea.

## Historia
Descrito por la Korean Central News Agency como un "Bien conocido por el pueblo de la RPDC como la encarnación de la fe y el deseo" y "Un patriota pro-reunificación" Ri nació en 1917 en Kimhyonggwon, RPDC. Fue arrestado por la República de Corea cuando luchaba con la guerrilla en el monte Jiri" en enero de 1952 donde estaba de corresponsal de guerra durante la guerra de Corea. Ri estuvo 34 años en una prisión surcoreana.
Ri salió de prisión en 1988 pero las autoridades surcoreanas continuaron restringiendo sus actividades. Fue repatriado a la RPDC en marzo de 1993 donde se reunió con su mujer y su hija. Después de su repatriación, Ri estaba en mal estado de salud, aparentemente por las malas condiciones que estuvo en prisión. Se sometió a un tratamiento médico en los Estados Unidos en 1996. Después de esto su salud mejoró, Ri se encontró con Kim Il-sung y su sufrimiento en prisión fue llevado al cine. Numerosas apariciones de Ri le hicieron popular en el norte.
Ri falleció el  16 de junio de 2007 y tuvo un funeral digno de un héroe. En Pyongyang fue erigida una estatua en su honor el año siguiente.

## Trabajos
- Ri In-mo (1993). Incarnation of Faith and Will: Notes of Ri In Mo, Former War Correspondent of the Korean People's Army. Pyongyang: Foreign Languages Publishing House. OCLC 34912928.
- — (1994). A Withered Leaf Turning Green. Pyongyang: Foreign Languages Publishing House. OCLC 272460322.
- — (1997). My Life and Faith: Memoirs. Pyongyang: Foreign Languages Publishing House. OCLC 240638109.